# Poeciloneta agressa
Poeciloneta agressa är en spindelart som först beskrevs av Chamberlin och Ivie 1943.  Poeciloneta agressa ingår i släktet Poeciloneta och familjen täckvävarspindlar. Inga underarter finns listade i Catalogue of Life.